# Heliophanus harpago
Heliophanus harpago là một loài nhện trong họ Salticidae.
Loài này thuộc chi Heliophanus. Heliophanus harpago được Eugène Simon miêu tả năm 1910.